# Simone Boutarel
Pour les articles homonymes, voir Boutarel.
Simone Boutarel, née à Paris le 5 mars 1892 et mort à Nyons le 21 août 1987, est une sculptrice et médailleuse française.

## Biographie
Descendante de l'écrivain breton Émile Souvestre et de son épouse Nanine Papot, Simone Boutarel est la petite-fille de Noémi et Eugène Lesbazeilles. Élève de Paul Landowski et de Édouard Fraisse, membre de la Société des artistes français, Simone Boutarel expose en 1928 au Salon des indépendants un buste et une vitrine de petites sculptures et obtient une médaille de bronze au Salon des artistes français de 1929. 
Elle participe aux Jeux olympiques d'été de 1924 dans la discipline peinture, avec des dessins de sport,.